# AOMフランス航空

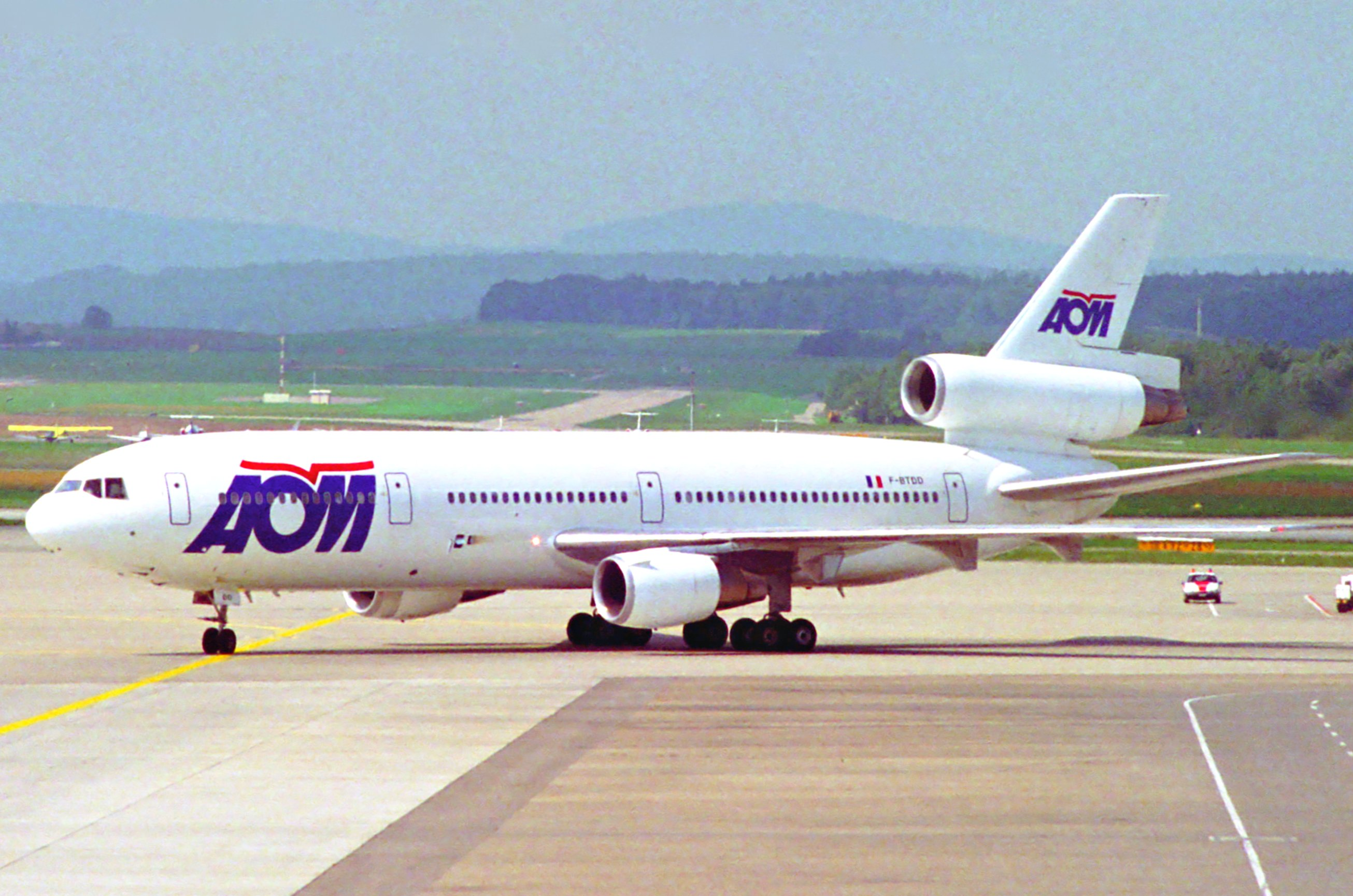
マクドネル・ダグラス DC-10

AOMフランス航空（AOMフランスこうくう、AOM French Airlines）はフランスにかつて存在した航空会社である。当時はエールフランスに次ぐフランス第2位の規模を誇る航空会社だった。

## 歴史
AOMフランス航空はエール・オートゥル・メール(Air Outre Mer、AOM)として、1988年にフランスの海外県であるレユニオン島で設立され、1990年からマクドネル・ダグラスDC-10-30とドルニエDo-228による商業旅客サービスを始めた。
1991年12月に、チャーター専門会社のミネルヴァ航空と合併することで、AOMフランス航空としてのサービスを開始した。なお、このミネルヴァ航空はパリ（オルリー） - ニース線に参入し、エールアンテールと最初に競合した航空会社であった。MD-83を用いた短距離路線とDC-10を用いた長距離路線で機材を絞った効率的な運営を図り、1992年3月にパリ（オルリー） - 東京（成田）線に就航。
東京線は週2往復で当初スケジュール上はパリ行きをモスクワ経由・東京行きは追い風を考慮して直行便としたが、パリ行き便の経由地については初期にはロシアとの航空協定の妥結が難航していた為アンカレッジ経由で運航し6月からはサンクトペテルブルク経由とするなどばらつきが見られた。またサービス面ではファーストクラス並のサービスを提供するビジネスクラス「オパール（Opale）」・横9席2-5-2配列でビジネスクラス並のサービスを提供するプレミアムエコノミークラス「エスパス（Espace）」・横10席3-4-3配列のエコノミークラス「アシュール（Azur）」の3クラス構成とし、1994年春季時点ではPEX割引運賃において日本航空・全日空の日系キャリア2社が往復で最安値15万円程に対しAOMは10万円前後の安値で提供していた。その後東京線は1995年1月に運休し3月に撤退。
また、1999年にはスイス航空が「ハンター戦略」の一環としてAOMフランス航空の49%の株式を取得し、その後、同社が中心になって拡大していた航空アライアンスの「クオリフライヤー」に参画した。
しかし、AOMフランス航空の国内線や海外領土への路線はフランス最大の航空会社でかつ、ライバルであるエールフランスと競合する部分が多く、2001年に不健全な機材の管理や過剰な設備投資による莫大な負債が原因となり経営破綻し、全便の運航が停止された。
最終的な破産は数カ月後に及ぶストライキの後に行われたが、このAOMフランス航空の倒産に続けとばかりにエアリス、エール・リトラル、ユーラルエールといった主要なフランスの航空会社が次々と倒産していき、結局この航空業界を襲った大不況では、大手としてエールフランスとコルセールフライのみが生き残った。

## 就航都市
国内線・海外領土線
- フランス
  - パリ（オルリー）
  - ニース[2]
  - マルセイユ[2]
  - トゥーロン
  - ペルピニャン
- タヒチ（フランス海外領土）
  - パペーテ[2]
- ニューカレドニア（フランス海外領土）
  - ヌーメア
- マルティニーク（フランス海外領土）
  - フォール＝ド＝フランス
- グアドループ（フランス海外領土）
  - サン・マルタン
  - ポワンタピートル
- フランス領ギアナ（フランス海外領土）
  - カイエンヌ

国際線
- 日本
  - 東京/成田[3][4]
- ベトナム
  - ホーチミン[2]
- タイ
  - バンコク[2]
- スリランカ
  - コロンボ
- モルディブ
  - マーレ
- スイス
  - チューリッヒ
- リビア
  - トリポリ
- アメリカ合衆国
  - ロサンゼルス[2]
- バハマ
  - ナッソー
- ドミニカ共和国
  - プンタカナ
- キューバ
  - ハバナ[2]
  - バラデーロ
- エクアドル
  - キト
- オーストラリア
  - シドニー

## 保有機材
- マクドネル・ダグラスDC-10-30　15機
- マクドネル・ダグラスMD-83　12機
- ボーイング737-500
- エアバスA340-200
- エアバスA340-300

- B737-200
- ボーイング737-500
- エアバスA340-200
- マクドネル・ダグラスDC-10
- マクドネル・ダグラスMD-83